# NGC 230
NGC 230 je galaksija u zviježđu Kit.

## Vanjske poveznice
- SEDS: NGC 0230